# Dobiegniewo
Dobiegniewo – wieś w Polsce położona w województwie kujawsko-pomorskim, w powiecie włocławskim, w gminie Włocławek.

## Współczesność
Do 1954 roku miejscowość była siedzibą gminy Dobiegniewo. W latach 1954–1961 wieś należała i była siedzibą władz gromady Dobiegniewo, po jej zniesieniu w gromadzie Wistka Królewska. W latach 1975–1998 miejscowość administracyjnie należała do województwa włocławskiego. Według Narodowego Spisu Powszechnego (III 2011 r.) liczyła 78 mieszkańców. Jest 29. co do wielkości miejscowością gminy Włocławek.